# Stefanie Pötzsch
Stefanie Pötzsch (* 1977 in Magdeburg) ist eine deutsche politische Beamtin. Seit Mai 2022 ist sie Staatssekretärin im Ministerium für Wirtschaft, Tourismus, Landwirtschaft und Forsten des Landes Sachsen-Anhalt.

## Leben
Pötzsch legte 1996 ihr Abitur am Wilhelm-Raabe-Gymnasium in Magdeburg ab. 1999 erlangte sie den Abschluss der Diplom-Verwaltungswirtin (FH) an der Hochschule Harz. Ein weiteres Studium schloss sie 2006 als Diplom-Volkswirtin an der Otto-von-Guericke-Universität Magdeburg ab. Von April bis August 2007 arbeitete sie als Verwaltungsangestellte beim Medienbüro Pötzsch. Von September 2012 bis Januar 2019 war sie als Gruppenleiterin in der Abteilung Zuschuss Gewerbliche Wirtschaft der Investitionsbank Sachsen-Anhalt tätig. Von 2019 bis 2022 war sie Leiterin des Referats für regionale Wirtschaftsförderung, Unternehmensfinanzierung, Bürgschaften und Beteiligungen im Ministerium für Wirtschaft, Tourismus, Landwirtschaft und Forsten des Landes Sachsen-Anhalt.
Seit dem 3. Mai 2022 ist Pötzsch als Nachfolgerin von Jürgen Ude Staatssekretärin im Ministerium für Wirtschaft, Tourismus, Landwirtschaft und Forsten des Landes Sachsen-Anhalt.
Pötzsch ist geschieden und hat drei Kinder.